# غوردون بيك
غوردون بيك (بالإنجليزية: Gordon Beck)‏ هو عازف جاز وملحن وعازف بيانو بريطاني، ولد في 16 سبتمبر 1936 في بريكستون في المملكة المتحدة، وتوفي في 6 نوفمبر 2011 في إيلي في المملكة المتحدة.

## وصلات خارجية
- غوردون بيك على موقع ميوزك برينز (الإنجليزية)
- غوردون بيك على موقع أول ميوزيك (الإنجليزية)
- غوردون بيك على موقع ديسكوغز (الإنجليزية)